# Unisulcopleura
Unisulcopleura is een geslacht van uitgestorven kreeftachtigen uit de klasse van de Ostracoda (mosselkreeftjes).

## Soorten
- Unisulcopleura carina Sidaravichiene, 1992 †
- Unisulcopleura hinzae Schallreuter, 1989 †
- Unisulcopleura irrete Schallreuter, 1993 †
- Unisulcopleura lingua Schallreuter, 1990 †
- Unisulcopleura permulta Olempska, 1994 †
- Unisulcopleura pragae (Schmidt, 1941) Pribyl, 1979 †
- Unisulcopleura punctosulcata Schallreuter, 1993 †
- Unisulcopleura rakverensis Sidaravichiene, 1992 †
- Unisulcopleura reticulata Olempska, 1994 †
- Unisulcopleura tenuireticulata (Hessland, 1949) Schallreuter, 1987 †
- Unisulcopleura unisulcata Schallreuter, 1968 †
- Unisulcopleura weitschati Schallreuter, 1987 †